# Yılmaz Güney

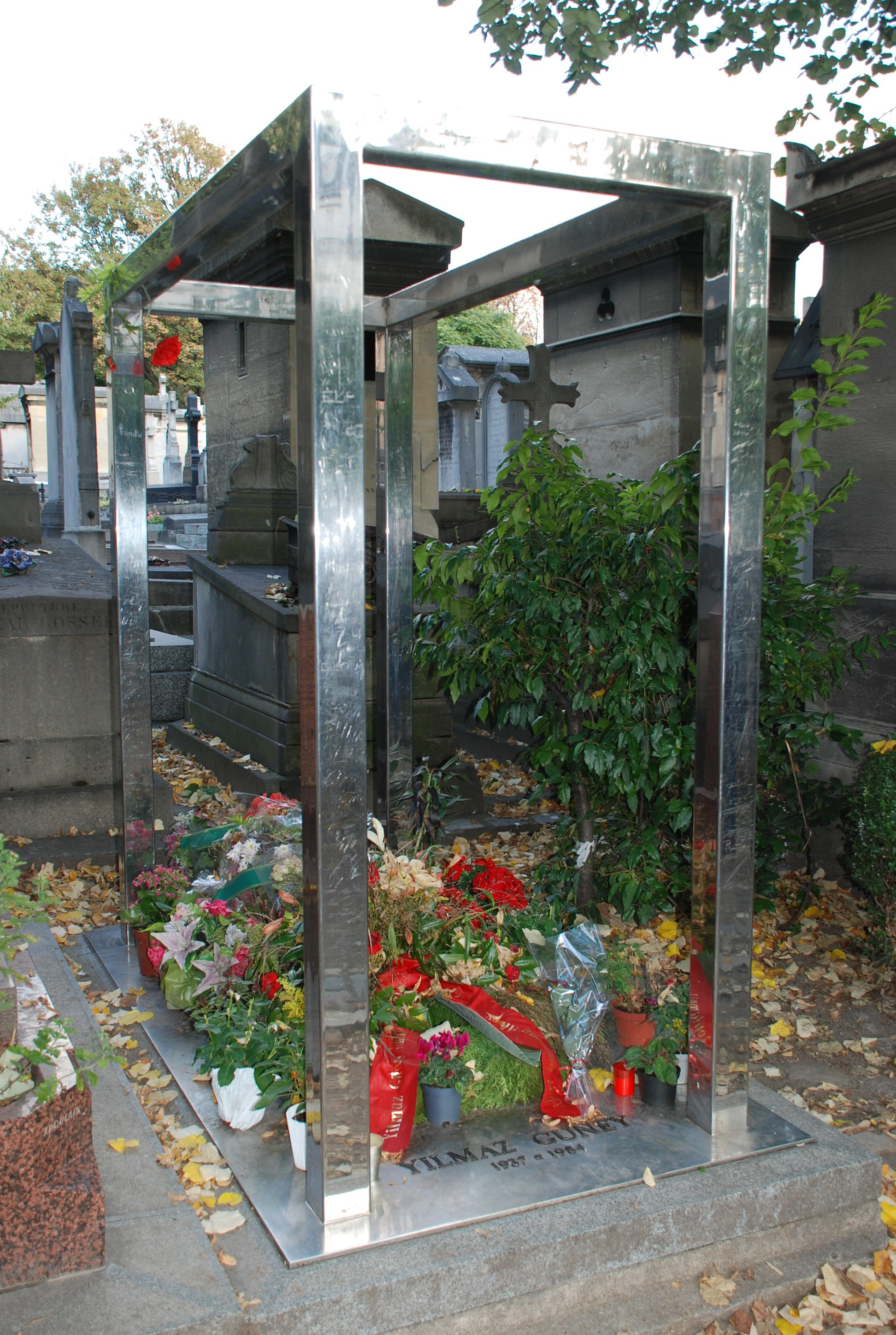
Grab von Yılmaz Güney auf dem Cimetière du Père-Lachaise in Paris

Yılmaz Güney, eigentlich Yılmaz Pütün (* 1. April 1937 in Adana; † 9. September 1984 in Paris), war ein türkischer Schauspieler, Filmregisseur, Drehbuchautor, Filmproduzent und Schriftsteller. In der Türkei wurde der Kurde unter anderem durch Mafiafilme und sozialistisch geprägte Filme bekannt. In seinen eigenen Werken spielte er oft die Hauptrolle. Nachdem er 1974 einen Richter erschossen hatte, wurde Güney zu 19 Jahren Haft verurteilt. Sein Werk Yol – Der Weg erhielt 1982 die Goldene Palme beim Filmfestival in Cannes.

## Leben
Yılmaz Güney war ein Alevit väterlicherseits zazaischer und mütterlicherseits kurdischer Abstammung. Er kam laut eigenen Angaben aus sehr ärmlichen Verhältnissen. Seine Mutter stammte aus der Provinz Şanlıurfa, sein Vater aus Varto, Provinz Muş. Als Student an der Universität Ankara lernte er den Regisseur Atıf Yılmaz kennen, mit dem er seine ersten Filme drehte. Er spielte oft den armen und unterdrückten Menschen, der trotz allem nicht aufgibt. Nach dem Militärputsch 1960 wurde er wegen Veröffentlichung kommunistischer Schriften inhaftiert.
Im Jahr 1970 gelang ihm mit Umut – Die Hoffnung der künstlerische Durchbruch als Regisseur. Als Filmemacher war er auch international erfolgreich.
Yılmaz Güney wurde mehrmals wegen Verbindung zu sozialistischen Untergrundorganisationen verhaftet. 1971 wurde er zu zwei Jahren Haft verurteilt, da er den Mördern des israelischen Generalkonsuls Efraim Elrom, unter anderem Mahir Çayan, und Mitgliedern der Untergrundorganisation Volksbefreiungspartei-Front der Türkei Unterschlupf gewährt hatte. Er heiratete 1970 Fatoş, mit der er 1971 einen ebenfalls Yılmaz genannten Sohn bekam.
Am 13. Juli 1974 erschoss Güney unter Alkoholeinfluss den Richter Sefa Mutlu in einem Kasino. Güney befand sich mit Filmstab und Freunden für die Dreharbeit von Endişe („Sorge“) in Yumurtalik. Er wurde 1976 wegen Mordes zu 19 Jahren Haft verurteilt. Er saß unter anderem auch auf der Gefängnisinsel İmralı.
Während der Haft schrieb Güney die Drehbücher für die beiden Filme Sürü – Die Herde und Yol – Der Weg. Das Drehbuch von Yol war sehr genau, es wurde Einstellung für Einstellung beschrieben, zum Teil mit Anweisungen auch für die Beleuchtung. Şerif Gören führte nach Anweisungen von Güney Regie.
Yilmaz Güney floh während eines Hafturlaubs 1981 mit seiner Frau nach Frankreich. Er stellte dort die Schnittfassung von Yol fertig.
Ihm wurde die türkische Staatsbürgerschaft aberkannt. 1983 gründete er mit anderen kurdischen Nationalisten das Kurdische Institut in Paris. Im selben Jahr wurde ihm die Einreise zu einer Vorführung des Films in Deutschland von der Bundesregierung verweigert, mit der Begründung, dass seine Anwesenheit „als Exponent der extremen Linken … zu gewaltsamen Auseinandersetzungen zwischen den unterschiedlichen türkischen Gruppierungen in der Bundesrepublik Deutschland führen würde“. Sein letzter Film Duvar wurde in Frankreich mit finanzieller Unterstützung der französischen Regierung produziert.
Güney starb 1984 an den Folgen von Magenkrebs und wurde auf dem Pariser Cimetière du Père-Lachaise (62. Division) beigesetzt.

## Filme (Auswahl)
- 1959: Alageyik, Bu vatanın çocukları
- 1963: İkisi de Cesurdu
- 1964: Her Gün Ölmektense, Kamalı Zeybek-Koçero
- 1965: Kasımpaşalı, Kasımpaşalı Recep, Konyakçı, Krallar Kralı
- 1966: Aslanların Dönüşü, Eşref Paşalı, Hudutların Kanunu, Cirkin Kral, Yedi Dağın Aslanı, Tilki Selim
- 1967: At Hırsızı Banuş, Şeytanın Oğlu
- 1968: Azrail Benim, Kargacı Halil
- 1969: Belanın Yedi Türlüsü, Cesur
- 1970: Umut : Die Hoffnung
- 1970: İmzam Kanla Yazılı, Sevgili Muhafızım, Şeytan Kayaları
- 1970: Yiğit Yaralı Olur (Regie: Ertem Göreç, Hauptrollen: Yılmaz Güney, Hülya Koçyiğit) 35mm Schwarz-Weiß-Film
- 1970: Yedi Belalilar
- 1974: Zavallilar (Die Armen), Arkadaş (Freund)
- 1979: Sürü – Die Herde
- 1982: Yol – Der Weg
- 1984: Duvar, „Die Mauer“

## Filmerzählung
- Sürü : Die Herde. Filmerzählung (Üb.: Ümit Güney und Norbert Ney) 1980

## Bücher
Yilmaz Güney schrieb mehrere Romane. Wovon die meisten aber nie Erfolg hatten. Sein einziger erfolgreiche Roman ist „Boynu bükük öldüler“ („Sie starben gesenkten Hauptes“) aus dem Jahre 1971. Dafür erhielt er 1972 den Orhan-Kemal-Literaturpreis.

## Dokumentarfilm
- Yilmaz Güney: Adana-Paris (1995) – Dokumentarfilm von Ahmet Soner[10]
- Die Legende vom hässlichen König (2017) – Dokumentarfilm über das Leben von Yilmaz Güney von Hüseyin Tabak